# Labdanum

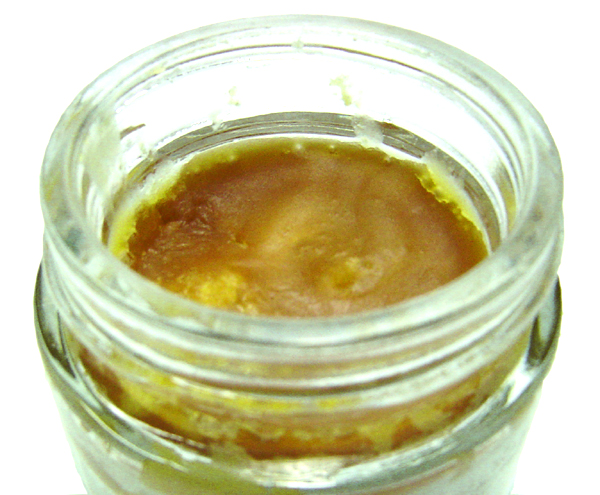
Ruwe labdanumhars

Labdanum is de hars die geproduceerd wordt door de struikgewassen Cistus ladanifer en Cistus creticus, die voorkomen in respectievelijk het westelijke en het oostelijke Middellandse Zeegebied. De hars wordt afgescheiden door klierharen op de bladeren en jonge takjes van de struik. Door de plantendelen te koken, verkrijgt men de ruwe hars, die een donkerbruine kleur heeft. Vroeger werd de hars gewonnen door op de struiken te slaan. De hars is alleen oplosbaar in vette olie of alcohol.
Door middel van oplosextractie wordt er een resinoïde, een concrète en een absolue uit de ruwe hars gewonnen. De absolue is een halfvaste groene of amberkleurige stof met een zoete, balsemieke kruidige geur. Verder kan er uit de ruwe labdanum, uit de absolue of direct uit de bladeren en twijgen door stoomdestillatie een etherische olie worden gewonnen. De olie is donkergeel of amberkleurig en heeft een warme, zoete, kruidige muskusachtige geur. Voor elke liter olie is ongeveer 30 kilogram labdanum nodig. De belangrijkste producent van de etherische olie is Spanje. 
Sinds de oudheid wordt labdanum gebruikt als medicijn en als ingrediënt in parfums. Herders op het eiland Cyprus verzamelden de hars uit de vacht van schapen en geiten die tussen de struiken liepen en verkochten deze aan handelaren. De hars werd op Cyprus gemengd met storax en kalmoes, wat de Cyprioten als parfum gebruikte. De kruisvaarders hebben het recept van dit parfum verspreid over Europa. Op Kreta lieten de herders de geiten bewust door de struiken lopen, waarna ze vervolgens de hars uit de vacht kamden. Tegenwoordig wordt labdanum geproduceerd op Cyprus en Kreta en in Zuid-Frankrijk, Spanje en Portugal. Labdanum vormt een basisnoot tot hartnoot in parfums, vooral met chypregeuren en wordt tegenwoordig veel gebruikt om de geur van amber te verkrijgen. Verder wordt labdanum ook verwerkt in voedingsmiddelen, alcoholische dranken en frisdranken en cosmetica. 